# Jutta Pinzler
Jutta Pinzler (* 1968) ist eine deutsche Filmproduzentin, Autorin und Gründerin und Geschäftsführerin der Sagamedia Film- und Fernsehproduktion GmbH.

## Leben
Pinzler wurde 1998 als Reporterin für das Studio Düsseldorf tätig. In dieser Zeit führte sie im Rahmen eines Journalistenstipendiums der Heinz Kühn Stiftung in Bombay Forschung zur Kastengesellschaft Indiens durch. 1999 wurde sie als freie Autorin und Produzentin tätig. Sie realisierte Reportagen und Dokumentarfilme, vor allem für das ZDF, RTL, Spiegel TV, VOX und Arte. Hinzu kamen, zusammen mit Iris Bettray, RTL Dokusoaps Mein Baby und Meine Hochzeit sowie Unsere erste gemeinsame Wohnung.
Im Jahr 2005 gründete Pinzler zusammen mit Bettray das Film- und Fernsehproduktionsunternehmen Sagamedia, wo sie seitdem als Geschäftsführerin und Autorin tätig ist. Neben dem Hauptsitz in Köln betreibt sagamedia seit 2013 eine Niederlassung in Berlin.

## Auszeichnungen
Der Film Die Stadt der toten Töchter von Jutta Pinzler und Matthias Franck erhielt 2005 den Marler Medienpreis Menschenrechte. Der Film erhielt auch den Großen Publikumspreis beim Internationalen Dokumentarfilmfestival „Rencontres internationales du documentaire de Montréal“.
2008 erhielten Jutta Pinzler und Dorothea Hohengarten für ihren Film Verdacht: Kindesmissbrauch – der Justizskandal von Worms den Regino-Preis in der Kategorie TV.
Jutta Pinzler und Jörg Schütte erhielten 2016 für ihr Engagement für das Fachwerkhaus „Hof Hallenberg“ den Rheinisch-Westfälischen Staatspreis für Denkmalpflege.

## Filme (Auswahl)
- 2004: Die Stadt der toten Töchter (NDR/Arte)
- 2006: Härte mit System – Wie Deutschland abschiebt (WDR)
- 2009: Profiteure der Angst – Das Geschäft mit der Schweinegrippe (NDR)
- 2012: Nie wieder Fleisch? (Arte)
- 2014: Bis zum letzten Fang (Arte)